# Акимовский сельский совет (Крым)
Акимовский сельский совет (укр. Якимівська сільська рада, крымскотат. Semekiş köy şurası) — административно-территориальная единица в Нижнегорском районе в составе АР Крым Украины (фактически до 2014 года), ранее до 1991 года — в  составе Крымской области УССР в СССР, до 1954 года — в составе Крымской области РСФСР в СССР, до 1945 года — в составе Крымской АССР РСФСР в СССР.
Население по переписи 2001 года составляло 2414 человек. Территория сельсовета находится в центральной части района, в степном Крыму, в низовье долины Салгира.
К 2014 году в состав сельсовета входило 3 села:
- Акимовка
- Двуречье
- Лужки

## История
Акимовский сельсовет был образован в начале 1920-х годов в составе Джанкойского района. По результатам всесоюзной переписи 17 декабря 1926 года Акимовский сельский совет включал 6 населённых пунктов с населением 492 человека.
Постановлением ВЦИК «О реорганизации сети районов Крымской АССР» от 30 октября 1930 года был создан Сейтлерский район и совет передали в его состав. С 25 июня 1946 года совет в составе Крымской области РСФСР, а 26 апреля 1954 года Крымская область была передана из состава РСФСР в состав УССР. На 15 июня 1960 года в составе совета числились следующие населённые пункты:

| - Акимовка - Верещагино | - Двуречье - Лужки | - Николаевка - Сенокосное |

К 1968 году Верещагино и Сенокосное включили в состав Лужков, Николаевку переименовали в Подснежное и упразднили и совет обрёл современный состав. С 12 февраля 1991 года сельсовет в восстановленной Крымской АССР, 26 февраля 1992 года переименованной в Автономную Республику Крым.
С 21 марта 2014 года в составе Крыма аннексирован Россией.
С 2014 года на месте сельсовета находится Акимовское сельское поселение Республики Крым.